# حارة الجامعة القديمة (صنعاء)
حارة الجامعة القديمة هي إحدى حارات حي التحرير بمديرية التحرير إحد مديريات العاصمة اليمنية صنعاء، بلغ تعداد سكانها 4731 نسمة حسب تعداد اليمن لعام 2004.